# 五農校前駅
五農校前駅（ごのうこうまええき）は青森県五所川原市一野坪にある津軽鉄道線の駅。2024年6月1日より副駅名称を生活し続けられる青森にとなる。

## 歴史

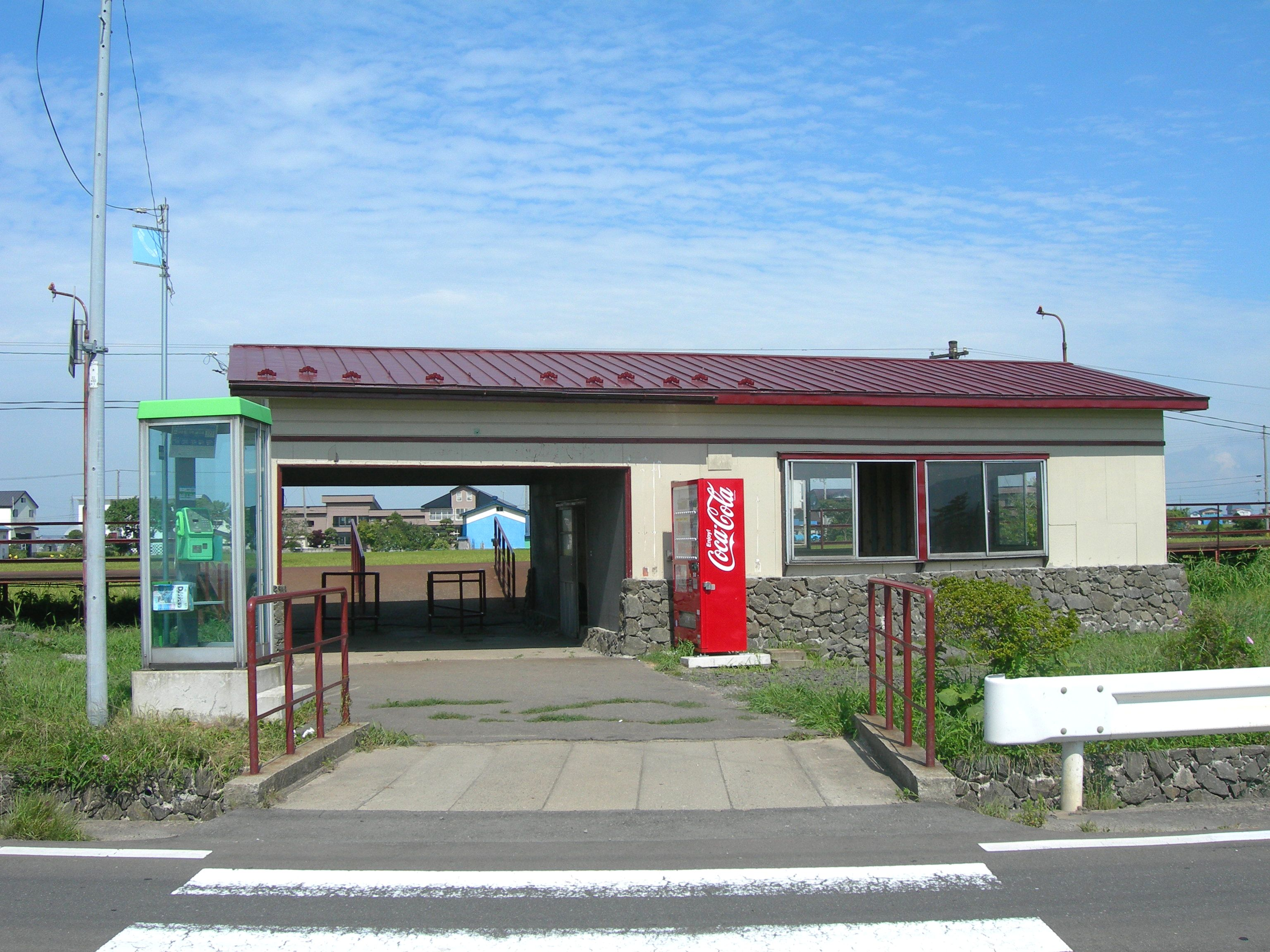
改築前の駅舎（2010年8月）

- 1935年（昭和10年）4月13日：一野坪駅として開業[2]。
- 1941年（昭和16年）8月1日：営業休止。
- 1955年（昭和30年）10月20日：営業再開。
- 1974年（昭和49年）4月1日：五農校前駅に改称。
- 2010年（平成22年）12月：ヒバ材を使用した新しい駅舎が改築。
- 2024年（令和6年）6月1日：副駅名ネーミングライツ事業にて「ティーシードガーデン」がネーミングライツパートナーになり、当駅の副駅名称が「生活し続けられる青森に」となる[1]。

## 駅構造
単式1面1線ホームの地上駅。待合室を併設する無人駅である。なお、駅の設備は古いレールを使い、津軽鉄道の職員が建設したものである。

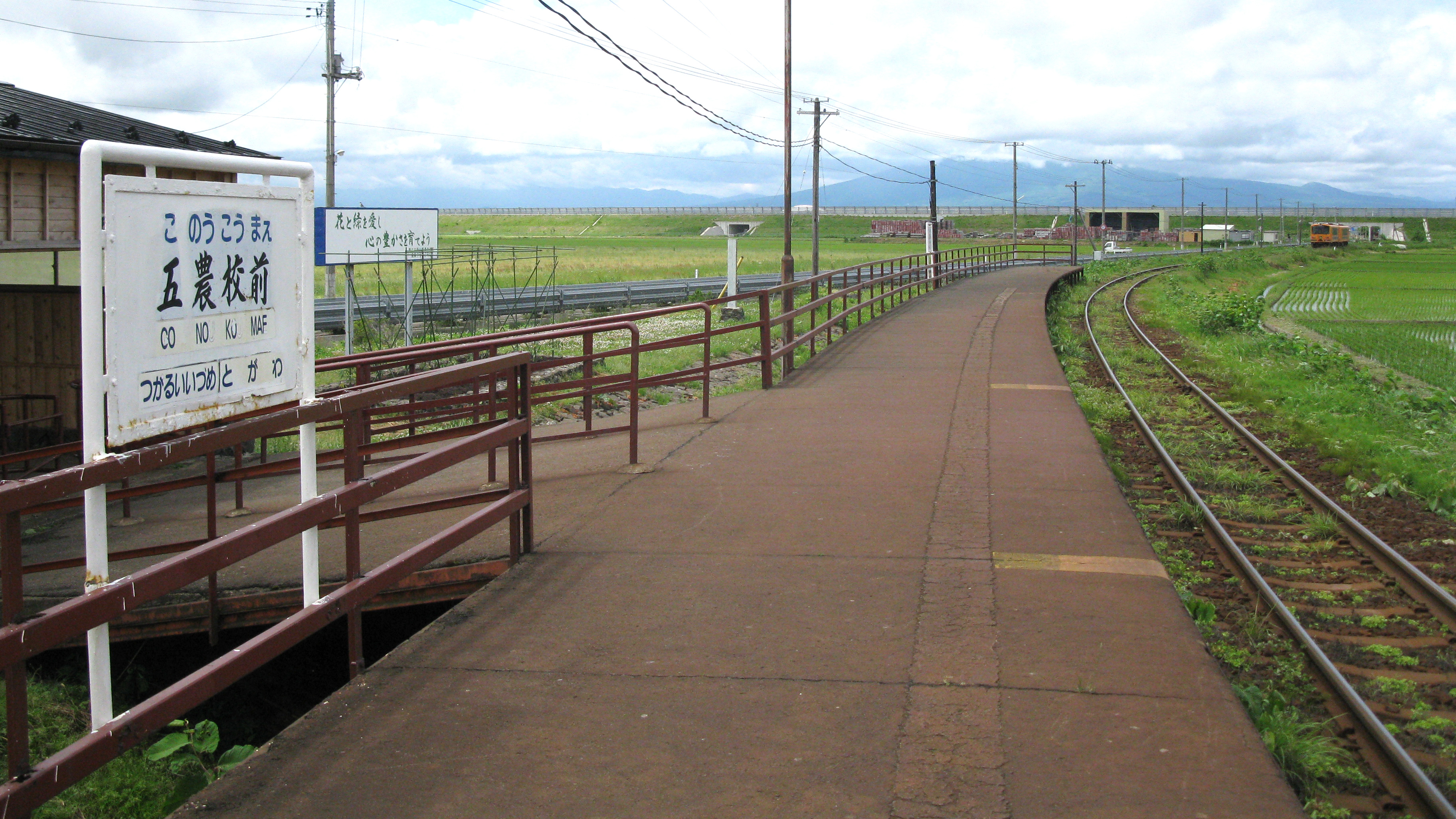
ホーム（2011年6月）

## 利用状況
| 1日乗降人員推移 | 1日乗降人員推移 |
| 年度            | 1日平均人数     |
| --------------- | --------------- |
| 2011年          | 156             |
| 2012年          | 159             |
| 2013年          | 176             |
| 2014年          | 181             |
| 2015年          | 178             |

## 駅周辺
- 青森県立五所川原農林高等学校[注 1]
- 津軽自動車道
- 青森県道26号青森五所川原線
- 青森県道36号五所川原金木線

## 隣の駅
津軽鉄道
■津軽鉄道線
十川駅 - 五農校前駅 - 津軽飯詰駅